# 2,2'-(二苯基膦基)二苯醚
2,2'-(二苯基膦基)二苯醚（DPEphos）是一种有机磷化合物，是一种广咬合角的二膦配体。它和Xantphos配体相似，但咬合角更小（104 vs 108°）。它可由二苯基氯化膦和二苯醚反应制得。